# Karel Svoboda
Karel Svoboda (ur. 19 grudnia 1938 w Pradze, zm. 28 stycznia 2007 w Jevanach) – jeden z najbardziej znanych i wszechstronnych kompozytorów czeskich.
Początkowo Svoboda studiował medycynę; w latach 50. dołączył do zespołu rockowego „Mephisto”. Komponował dla Laterna Magica w Pradze i dla wszystkich znaczących czeskich piosenkarzy; szczególnie znany jest jako twórca wielkich hitów, które wykonywał Karel Gott. Svoboda skomponował muzykę do około 90 filmów. Stworzył także musical „Dracula” (1995) i „Monte Christo” (2000).
28 stycznia 2007 roku został znaleziony w przydomowym ogrodzie z raną postrzałową, przyczyna śmierci to najprawdopodobniej samobójstwo.

## Muzyka filmowa
Karel Swoboda jest autorem muzyki filmowej do m.in.:
- „Każdy młody mężczyzna” („Každý mladý muž”), 1965
- „Noc na Karlštejně”, 1973
- „Trzy orzeszki dla Kopciuszka” („Tři oříšky pro Popelku”), 1973
- „Wickie i silni mężczyźni” („Chîsana Baikingu Uiki”), 1974
- „Pszczółka Maja” („Včelka Mája”), 1975
- „Pinokio” („Pikorîo no bôken”), 1976
- „Jutro wstanę rano i oparzę się herbatą” („Zítra vstanu a opařím se čajem”), 1977
- „Jak się budzi królewny” („Jak se budí princezny”), 1978
- „Śmierć autostopowiczek” („Smrt stoparek”), 1979
- „Cudowna podróż” („Nils no fushigi na tabi”), 1980
- „Ale, doktorze!”, 1980
- „Śpiewaj, kowboju” („Spievaj kovboj”), 1981
- „Anioł w taksówce”, 1981
- „W drodze na Atlantydę”, 1982, książka: Ota Hofman
- „Książę soli” („Sol nad zlato”), 1982
- „Latający Czestmir” („Létající Čestmír”), 1982
- „Tao Tao” („Taotao ehonkan sekai doubutsu-banashi”), 1983
- „Goście” („Návštěvníci”), 1983, reżyseria: Jindřich Polák, Scenariusz: Ota Hofman
- „Cyrk Humberto”, 1988
- „Nauczyciele”, 1988, reżyseria: Steno, z Budem Spencerem
- „Katia i duchy”, 1993
- „Flash – Fotoreporter”, 1993
- „Nikt za mną nie płacze”, 1996
- „Diabelne szczęście”, 1999